# رجا بيل
رجا بيل (بالإنجليزية: Raja Bell)‏ مواليد 19 سبتمبر 1976 في الجزر العذراء الأمريكية، هو لاعب كرة سلة أمريكي سابق بدأ مسيرته الاحترافية في سنة 1999 لعب مع فريق كليفلاند كافالييرز. يبلغ طوله 6 قدم 5 بوصة (2.0 م). اعتزل اللعب في 2013.

## روابط خارجية
- رجا بيل على موقع الاتحاد الدولي لكرة السلة (الإنجليزية)
- رجا بيل على موقع إن بي أي (الإنجليزية)
- رجا بيل على موقع سبورتس رفرنس (الإنجليزية)
- رجا بيل على موقع كرة السلة الأوروبية.كوم (الإنجليزية)
- رجا بيل على موقع كلية كرة السلة في سبورتس رفرنس.كوم (الإنجليزية)
- رجا بيل على موقع ريلجم (الإنجليزية)
- رجا بيل على موقع بروبوليرز (الإنجليزية)